# Austrocidaria bipartita
Austrocidaria bipartita är en fjärilsart som först beskrevs av Louis Beethoven Prout 1958.  Austrocidaria bipartita ingår i släktet Austrocidaria och familjen mätare. Inga underarter finns listade i Catalogue of Life.